# Taste of Freedom
Taste of Freedom je čtvrté studiové album české rockové skupiny Katapult, které vyšlo v roce 1991 u vydavatelství Supraphon. Jako host zde zpívá irský zpěvák Robbie „Animal“ Hurley ze skupiny Winter's Reign. Hurley přetextoval několik písní skupiny, které pak se skupinou také nahrál. Album vyšlo původně jako LP, posléze vyšlo na CD reedici (r. 2000) společně s předchozím albem …a co Rock 'n' Roll !!!.

## Seznam skladeb
| Pořadí | Název                 | Autor         | Délka |
| ------ | --------------------- | ------------- | ----- |
| 1.     | Billy Boy             | (Říha/Hurley) | 3:38  |
| 2.     | Get It High           | (Říha/Hurley) | 3:55  |
| 3.     | All I Want Is Chance  | (Říha/Hurley) | 4:59  |
| 4.     | Woman                 | (Říha/Hurley) | 2:27  |
| 5.     | Rock 'n' roll Feelin' | (Říha/Hurley) | 4:33  |
| 6.     | Some Days Are Blue    | (Říha/Hurley) | 4:16  |
| 7.     | Get Down              | (Říha/Hurley) | 4:32  |
| 8.     | Every Day Story       | (Říha/Hurley) | 4:06  |
| 9.     | Take It Easy          | (Říha/Hurley) | 4:24  |

## Obsazení
Katapult
- Oldřich Říha – kytara, baskytara
- Jiří "Dědek" Šindelář – baskytara
- Milan Balcar – bicí

Host
- Robbie Hurley – zpěv, texty